# Georg Adlersparre (1816–1889)
Georg Axel Adlersparre, född den 10 juli 1816 i Kristinehamn, död den 4 oktober 1889 i Stockholm, var en svensk greve och fäktare. Han var son till Georg Adlersparre.

## Biografi
Adlersparre blev sergeant 1832, underlöjtnant vid Svea artilleriregemente 1832, löjtnant där 1840 och kapten 1853. Han befordrades till major i artilleriet 1863 och till överstelöjtnant i armén 1879. Adlersparre beviljades sistnämnda år avsked från regementet med tillstånd att kvarstå som överstelöjtnant i armén. Han blev greve vid äldre broderns död 1862. Adlersparre blev riddare av Svärdsorden 1861. Han blev ledamot i direktionen för Gymnastiska centralinstitutet 1864. Adlersparre var elev till Per Henrik Ling och är huvudsakligen den som pedagogiskt utformade Lings idéer om sabelfäktning, vilka tillämpades i Sverige till 1900-talets början. Han konstruerade även, delvis tillsammans med Fredrik Wahlfelt, de vidlyftiga skyddsmedel, som krävdes för den tidens av kraft och styrka kännetecknade sabelfäktning.

## Utmärkelser
- Riddare av Svärdsorden,  28 januari 1861[1]

[Redigera Wikidata]